# Ivo Minář
Ivo Minář (Praag, 21 mei 1984) is een voormalig Tsjechische professionele tennisspeler.

## Carrière
Tot 2006 wist Minář nog geen enkel ATP-toernooi op zijn naam te schrijven. Wel wist hij eenmaal een finale van een dergelijk toernooi te bereiken. In 2005 in Sydney stond hij in die finale tegenover de lokale held Lleyton Hewitt. Minář wist deze wedstrijd niet winnend af te sluiten.
Op 19 mei 2008 bereikte Minář de 64e positie op de ATP-ranglijst, zijn hoogste positie tot nu toe.
Tot op heden heeft Minář nog geen ATP-titel in het enkelspel weten te veroveren, hij heeft wel 6 Challengers en 1 Future-toernooi op zijn naam staan. In het dubbelspel lukte het hem wel om een ATP-titel op 3 mei 2009 wel, toen won hij het ATP-toernooi van München samen met zijn landgenoot Jan Hernych.
Op 24 augustus 2009 maakte de Tsjechische bond bekend dat Minář is betrapt op doping. Het bleek te gaan over het verboden middel pseudo-efedrine. Daarom werd hij door de ITF voor acht maanden geschorst.

## Prestatietabel
| Legenda | Legenda                          |
| ------- | -------------------------------- |
| g.t.    | geen toernooi gehouden           |
| l.c.    | lagere categorie                 |
| –       | niet deelgenomen                 |
| G       | uitgeschakeld in de groepsfase   |
| 1R      | uitgeschakeld in de eerste ronde |
| 2R      | uitgeschakeld in de tweede ronde |
| 3R      | uitgeschakeld in de derde ronde  |
| 4R      | uitgeschakeld in de vierde ronde |
| KF      | uitgeschakeld in de kwartfinale  |
| HF      | uitgeschakeld in de halve finale |
| F       | de finale verloren               |
| W       | het toernooi gewonnen            |
| w-v     | winst/verlies-balans             |

### Prestatietabel grand slam, enkelspel
| Toernooi        | 2005 | 2006 | 2007 | 2008 | 2009 |
| --------------- | ---- | ---- | ---- | ---- | ---- |
| Australian Open | –    | 1R   | –    | 1R   | 1R   |
| Roland Garros   | –    | –    | 1R   | 1R   | 2R   |
| Wimbledon       | 2R   | 1R   | –    | 1R   | 2R   |
| US Open         | 1R   | –    | –    | 2R   | –    |

### Prestatietabel dubbelspel
| Grandslamtoernooien   |      |      |      |       |
| Australian Open       | 2R   | –    | –    | 1-1   |
| Roland Garros         | –    | 1R   |      | 0-1   |
| Wimbledon             | 1R   | 1R   |      | 0-2   |
| US Open               | –    | –    |      | 0-0   |
| Winst-verlies         | 1-2  | 0-2  | 0-0  | 1-4   |
| Tennis Masters Cup    |      |      |      |       |
| ATP World Tour Finals | –    | –    |      | 4-3   |
| ATP Masters 1000      |      |      |      |       |
| Indian Wells          | –    | –    | 1R   | 0-1   |
| Miami                 | KF   | –    |      | 0-0   |
| Monte Carlo           | –    | –    |      | 0-0   |
| Hamburg               | –    | –    | l.c. | 0-0   |
| Rome                  | –    | –    |      | 0-0   |
| Madrid                | –    | –    |      | 0-0   |
| Montréal/Toronto      | –    | –    |      | 0-0   |
| Cincinnati            | –    | –    |      | 0-0   |
| Shanghai              | l.c. | l.c. |      | 0-0   |
| Parijs                | –    | –    |      | 0-0   |
| Olympische Spelen     |      |      |      |       |
| Olympische Spelen     | gt   | –    |      | 0-0   |
| Statistieken          |      |      |      |       |
| Totaal aantal titels  | 0    | 0    | 0    | 0     |
| Totaal winst-verlies  | 5-6  | 1-6  | 0-0  | 11-16 |
| Eindejaarsranking     | 166  | 641  |      |       |